# Milyade
La Milyade, en latin Milyas, en grec Μιλυάς, est le nom donné autrefois à la partie septentrionale de la Lycie (Asie Mineure). 
À l’époque des guerres médiques, cette contrée s'étendait du mont Cadmus, au nord, sur la limite de la Phrygie, au mont Taurus, au sud, sur la limite de la Pamphylie. Après la mort d’Alexandre et sous les Séleucides, le nom de Milyade ne fut plus donné qu’à la partie orientale de cette contrée, tandis que la partie occidentale portait le nom de Cabalie. Après la défaite d’Antiochus, les Romains donnèrent la Milyade à Eumène. 
Les villes principales étaient : Cibyra, Œnoanda, Balbura et Bubon, qui formaient la Tétrapole Cibyritique. Les habitants de cette contrée, appelés Milyes, étaient des descendants des anciens Solymes.

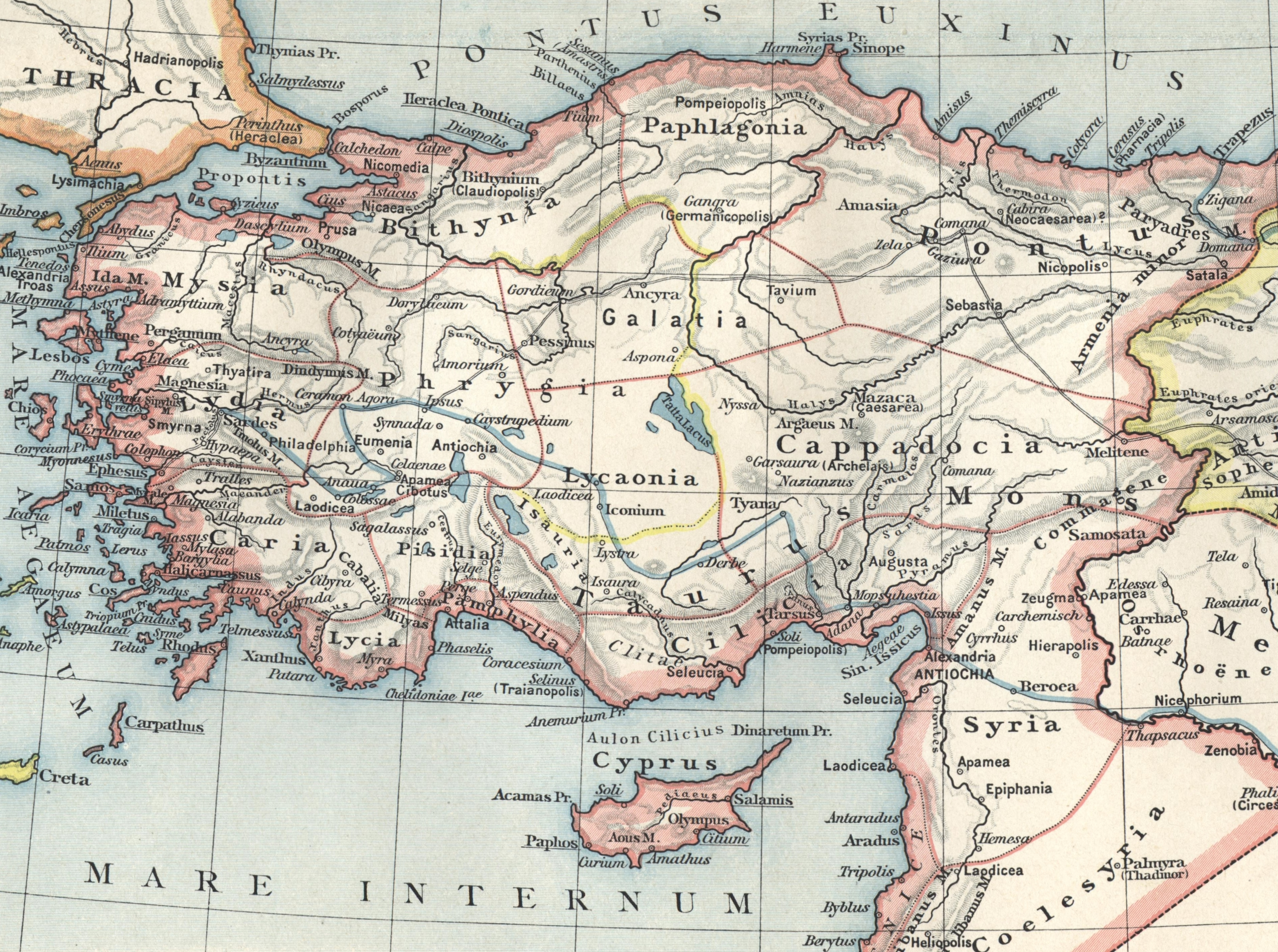
L'atlas scolaire Putzgers Historischer Schul-Atlas de 1901 place la Milyade à la frontière entre la Lycie et la Pisidie.

## Source
« Milyade », dans Pierre Larousse, Grand dictionnaire universel du XIXe siècle, Paris, Administration du grand dictionnaire universel, 15 vol., 1863-1890 [détail des éditions].